# Педерсен, Матиас Буск Селген
Матиас Буск Селген Педерсен (дат. Mathias Busk Sælgen Pedersen, род. 1992) — датский профессиональный велогонщик, специалист по шоссейному велоспорту, маунтинбайку и гравийному велоспорту.
Он известен участием в национальных любительских соревнованиях Дании, где одержал несколько побед и призовых мест, а также тем, что представлял свою страну на чемпионате мира по гравийному велоспорту 2023 года. C 2024 года Педерсен состоит в команде Willing Able Racing, ориентированной на гравийные и маунтинбайковые гонки.

## Карьера
Впервые Матиас Селген заявил о себе в 2020 году, дебютировав в любительских шоссейных гонках Дании. Он получил лицензию категории D и в своём первом сезоне набрал 23 очка в зачёт национального рейтинга. Уже в следующем году спортсмен добился заметных успехов: в 2021 году, выступая в категории C, Педерсен выиграл однодневные гонки Kolding BC – Pierre Ejendomme Løbet и Vejen BC/Esbjerg CR – Jysk/Fynsk Mesterskab (JFM) Linjeløb (этап чемпионата Ютландии/Фюна по маунтинбайку). Кроме того, он занял 3-е место в гонке клуба Vejle CK. Набранные за сезон 69 очков позволили ему повысить категорию до B. В конце 2021 года Матиас отметился финишами в топ-10 на многодневке Три дня на севере.
В 2022 году Педерсен продолжил выступать на национальных гонках в категории B, участвуя в серии Кубка Дании (Demin Cup/Uno-X Cup) и других гонках. Он несколько раз попадал на подиум: например, занял 3-е место на этапе Кубка в Хорсенсе. По итогам сезона 2022 года Матиас набрал 49 рейтинговых очков в категории B, регулярно финишируя в десятке сильнейших на национальных соревнованиях.
В 2023 году Педерсен перешёл в возрастную категорию Masters и добился бронзовой медали (3-е место) в своей группе H30 на чемпионате Дании по шоссейному велоспорту. Также в 2023 году он показал 9-й результат в гонке Visit Vejle Løbet, входящей в национальный календарь.
Параллельно с шоссейными гонками Матиас Селген начал соревноваться в новой дисциплине – гравийном велоспорте. В октябре 2023 года он вошёл в состав сборной Дании на чемпионате мира по гравийному велоспорту в Венеции (Италия), где финишировал 111-м в категории «Элита» с отставанием около 50 минут от победителя. Этот результат стал для него дебютом на международной арене.
В 2024 году Педерсен присоединился к команде Willing Able Racing, созданной на базе маунтинбайк-клуба в Вайле. Команда получила статус DCU Elite Team и специализируется на внедорожных дисциплинах – гравий, MTB и велокросс. В составе Willing Able Racing Матиас стартовал в ряде крупных гонок. В частности, весной 2024 года он принял участие в классической однодневке Гран-при Хернинга (известной гравийными секторами) категории UCI 1.2, хотя сходу не смог финишировать в этой гонке.
По состоянию на 2025 год Педерсен продолжает выступать за Willing Able Racing и сосредоточен на гравийных соревнованиях национального и международного уровня.

### Достижения
2020
Велосипедная неделя в Раннерсе:
7-й на 3-м этапе
5-й на 4-м этапе
6-й в генеральной классификации
4-й на Hydro løbet — DEMIN CUP — UnoX Cup — Damecup, Тённер
6-й на Fri Bike Shop — Sønderborg løbet, Сённерборг
2021
9-й на 3-м этапе CAMPIONE PINSE CUP
3-й на Vejle CK
1-й на Pierre Ejendomme Løbet, Раннерс
1-й на Vejen BC / Esbjerg CR — JFM Linjeløb
Три дня на севере:
6-й на 1-м этапе
9-й на 2-м этапе
6-й на 3-м этапе
2022
2-й на Rødspætteløbet
CAMPIONE PINSE CUP:
9-й на 1-м этапе, Силькеборг
4-й на 3-м этапе, Раннерс
Demin Cup — UnoX Cup — Dame Cup:
3-й на этапе в Хорсенсе
6-й на этапе в Нюборге
6-й на 3-м этапе велосипедной недели в Раннерсе
5-й на Integoløbet Hedensted Jysk, чемпионат Фюнена в одиночном разряде
2023
9-й на Visit Vejle Løbet
3-й на чемпионате Дании по шоссейному велоспорту, U23

## Вне спорта
Матиас Селген сочетает спортивную карьеру с работой и общественной деятельностью. По профессии он – школьный учитель, и отмечается, что Матиас успешно совмещает жизнь семейного человека с тренировками и гонками.
Помимо гонок, Педерсен регулярно публикует обзоры велоэкипировки и статьи на датском сайте CykelStart.dk. Его материалы включают тесты шлемов, обуви, велоаксессуаров и рецензии на книги о велоспорте.
В 2022 году Матиас вместе с доктором Тхиен Винь Луонгом (Thien Vinh Luong) основал стартап Noutron – компанию, разрабатывающую функциональное спортивное питание и добавки для повышения выносливости. Проект основан на сочетании научного подхода (Луонг – врач и исследователь) и практического опыта спортсмена (Селген – велогонщик). В 2025 году стартап Noutron привлёк внимание инвесторов на датском телешоу «Løvens Hule» (аналог «Shark Tank»): во время выступления основателей компания получила инвестиции от венчурного фонда Anne Stampe/Nordic Female Founders. Сам Педерсен отмечал, что идея Noutron родилась из стремления объединить знания о спортивной науке с реальными потребностями атлетов в повседневной жизни.